# Пет Маккормік (стрибунка у воду)
Пет Маккормік (англ. Pat McCormick; 12 травня 1930 — 7 березня 2023) — американська стрибунка у воду.
Олімпійська чемпіонка 1952, 1956 років.
Переможниця Панамериканських ігор 1951, 1955 років.